# Pundra
Pundra fou un antic regne de Bengala que estaria a l'origen del nom de Pabna (vegeu districte de Pabna). Tenia al nord-est a Pragjyotisha (Kamarupa); a l'oest el Mahananda, a l'est el Karatoya i al sud el regne de Banga. La capital es suposa que era a Mahasthan o Pandua. El regne existia al segle iii aC i un germà d'Aśoka hi va anar com a monjo budista. Encara existia al segle VII quan el pelegrí Xuan Zang va anar a l'Índia i al segle VIII era considerat un regne poderós. Era lloc de pelegrinatge el segle xi. Ballal Sen de la dinastia Sena li va donar el nom de Barendra.